# 敵人
敵人（英語：enemy，简称敵）一詞用於稱呼立場上與己方互敵的另一方（個人或群體）。而在電子遊戲術語中，敵人（英語：enemy sprites）則指與玩家所操控玩家角色對立的遊戲非玩家角色單位。

## 定義
广义上的敌对关系可以指各种竞争关系，如感情纠葛的竞争者互相称为情敵。敵人一般可根據以下兩項定義分辨：
- 敵人是相對的，敵對双方都可以称對方为敵人。
- 敵人的反义词是我方、友方。

## 敌对的原因
一方面有因阶级立场、意識形態、经济利益、刑事犯罪等冲突，而导致人们按照立场、国籍、民族、经济地位等的区别分成互相敌对的阵营。另一方面也有競賽中的敵方。

### 阶级立场
例如在《毛澤東語錄》的「誰是我們的敵人」一篇中，指出“阻撓中国革命事業的人”是中国人民的敌人。

### 意識形態
例如在第二次世界大战中，軸心國與同盟國两个阵营互相敌对，两个阵营的民營企業和人民也互相为敌。

### 经济利益
例如在貧富懸殊現象中，社會中的草根階層可能產生仇富心理，視富商為敵人。

### 刑事犯罪
例如在暴力伤害类的刑事案件（如綁票、抢劫）中，犯罪嫌疑人是受害者和警方的敌人。在校園槍擊案中，犯罪嫌疑人通常会攻击他看到的任何人，把他的「敵人」的數量無限擴大。

### 競賽
在对抗性的桌上遊戲、体育运动（如击剑）和对抗性的电子游戏中，玩家或运动员之间在规则上也处于敌对关系。
例如在围棋中，有一人使用白色的棋子，则黑色的棋子对他来说是敵子（敵人的棋子）；在一場辯論中，會分為正方和反方，與參與辯論者持相反立場的參與者便是敵方，例如一名參與者站在正方立場，反方則成為該參與者的敵人。

## 電子遊戲中的敵人
在一些具對戰設定的的電子遊戲中，遊戲背景設定一般將玩家角色和非玩家角色分成兩個或以上的敌对阵营，一些設定為玩家角色處於同一陣營與敵方陣營的非玩家角色對抗，一些則為除己方陣營以外的玩家角色和非玩家角色均為敵人，並以消灭敵人作為遊戲目標。
電子遊戲中的敵人包括通常較低級、在普遍地圖上遇到的怪物，以至敵方頭目（Boss）。在一般的角色扮演遊戲中，玩家可普遍在遊戲地圖上遇到敵人，在打敗敵人後，玩家可獲得經驗值以至隨機在怪物身上掉落的金錢和道具等。一般而言，遊戲設計師會將經驗值和金錢的多寡以及道具的優劣設定為依該敵人的等級而定。通常打倒頭目後所獲得的經驗值和金錢比怪物為多，道具的品質也更優良；而打敗怪物所獲得的經驗值和金錢的多寡以及道具的優劣也依的等級而定。

## 作品虛構角色
在小说、戏剧、影视作品和ACG作品中，常会为了表现矛盾冲突而设定相互敌对的阵营和角色，與主角為敵的角色稱為對立角色。
例如在著名悲剧《哈姆雷特》中，主角的父亲被他的叔叔杀害，则叔叔是主角的杀父仇敌；在肥皂剧中，家族之间和家族内部的恩怨情仇、爭產等冲突使人们互相敌对，常见亲人之间反目成仇的描写；在一些科幻电影中，来自外太空的怪物企图征服地球，则它们是人类的敌人。

## 敌对的表现
一般来说，敌人会危害己方或友方的权利，或者妨碍己方或友方获得利益。相对地，己方或友方也会对敌人造成妨害。例如：
1. 互相敌对的国家在外交、经济等層面上断绝关系，彼此国内舆论指责对方政府，在国际上组织对敌国的经济封锁、经济制裁等，直至派出军队进行战争。
2. 在战场上，軍隊用武器和肉搏攻击敵軍。
3. 在刑事案件中，犯罪嫌疑人侵害受害者，警察则追捕犯罪嫌疑人、将其逮捕或击毙。
4. 在棋类游戏中，通常要用自己的棋子把敵子“吃掉”。
5. 在《哈姆雷特》中，主角为了替父亲报仇而杀死了他的杀父仇敌。